# Pavao Pervan
Pavao Pervan (født 13. november 1987) er en østrigsk professionel fodboldspiller, som spiller for Bundesliga-klubben Wolfsburg og Østrigs landshold.

## Baggrund
Pervan var født i Bosnien i Jugoslavien, og kom til Østrig som flygtning med sin familie da han var 4-år gammel.

## Klubkarriere

### Tidlige karriere
Pervan begyndte sin karriere i 2004, og spillede over de næste år hos flere forskellige hold i de lavere østrigske rækker.

### LASK
Pervan fik sin chance i den bedste række, da han i juli 2010 skiftede i LASK. Efter han oprindeligt spillede hovedsageligt for reserveholdet, lykkedes det Pervan at bryde igennem og blive til holdets førsteholdsmålmand.

### Wolfsburg
Pervan skiftede i juli 2018 til Wolfsburg.

## Landsholdskarriere
Pervan havde været involveret med Østrigs landshold siden 2017, men måtte vente til 19. november 2019 før han fik sin debut for landsholdet.
Pervan var de af Østrigs trup til EM 2020.